# Discografia de Preta Gil
A discografia de Preta Gil, uma cantora brasileira, compreende quatro álbuns de estúdio, dois álbuns ao vivo, dois DVDs e uma série de singles, videoclipes e aparições em outros álbuns.

## Álbuns

### Álbuns de estúdio
| Álbum          | Detalhes                                                                                    | Vendas     |
| -------------- | ------------------------------------------------------------------------------------------- | ---------- |
| Prêt-à Porter  | - Lançamento: 21 de agosto de 2003 - Formatos: CD, download digital - Gravadora: Warner     | - : 20.000 |
| Preta          | - Lançamento: 19 de outubro de 2005 - Formatos: CD, download digital - Gravadora: Universal |            |
| Sou como Sou   | - Lançamento: 8 de agosto de 2012 - Formatos: CD, download digital - Gravadora: DGE         |            |
| Todas as Cores | - Lançamento: 27 de outubro de 2017 - Formatos: CD, download digital - Gravadora: DGE, Sony |            |

### Álbuns de ao vivo
| Álbum               | Detalhes                                                                                  |
| ------------------- | ----------------------------------------------------------------------------------------- |
| Noite Preta ao Vivo | - Lançamento: 6 de agosto de 2010 - Formatos: CD, download digital - Gravadora: Universal |
| Bloco da Preta      | - Lançamento: 2 de janeiro de 2014 - Formatos: CD, download digital - Gravadora: Sony     |

### Álbuns de vídeo
| Álbum               | Detalhes                                                                                   | Vendas     |
| ------------------- | ------------------------------------------------------------------------------------------ | ---------- |
| Noite Preta ao Vivo | - Lançamento: 6 de agosto de 2010 - Formatos: DVD, download digital - Gravadora: Universal | - : 15.000 |
| Bloco da Preta      | - Lançamento: 2 de janeiro de 2014 - Formatos: DVD, download digital - Gravadora: Sony     |            |

## Singles

### Como artista principal
| "Sinais de Fogo"                                         | 2003 | Prêt-à Porter             |
| "Eu e Você, Você e Eu"                                   | 2005 | Preta                     |
| "Medida do Amor"                                         | 2005 | Preta                     |
| "Stereo"                                                 | 2009 | Noite Preta ao Vivo       |
| "Meu Valor"                                              | 2010 | Noite Preta ao Vivo       |
| "Sou Como Sou"                                           | 2012 | Sou como Sou              |
| "Mulher Carioca"                                         | 2012 | Sou como Sou              |
| "Relax"                                                  | 2013 | Sou como Sou              |
| "Que Isso Neguinho?"                                     | 2014 | Bloco da Preta            |
| "Take It Easy" (part. Anitta)                            | 2014 | Bloco da Preta            |
| "Amiga Irmã" (part. Ivete Sangalo)                       | 2014 | Bloco da Preta            |
| "Te Quero Baby"                                          | 2015 | Adicionado à nenhum álbum |
| "Eu Quero e Você Quer"                                   | 2017 | Adicionado à nenhum álbum |
| "Decote" (part. Pabllo Vittar)                           | 2017 | Todas as Cores            |
| "Vá Se Benzer" (part. Gal Costa)                         | 2017 | Todas as Cores            |
| "Cheia de Desejo"                                        | 2018 | Todas as Cores            |
| "Excesso de Gostosura"                                   | 2019 | Adicionado à nenhum álbum |
| "Só o Amor" (part. Gloria Groove)                        | 2019 | A Dona do Pedaço          |
| "—" denota singles que não entraram nas paradas musicais |      |                           |

### Como artista convidado
| Título                                                                 | Ano  | Álbum                     |
| ---------------------------------------------------------------------- | ---- | ------------------------- |
| "Carinho de Verdade" (com Artistas Contra a Violência Sexual Infantil) | 2011 | Adicionado à nenhum álbum |
| "Meu Corpo Quer Você" (Naldo Benny part. Preta Gil)                    | 2011 | Na Veia Tour              |
| "Esse Amor" (Rodriguinho part. Preta Gil)                              | 2013 | O Mundo Dá Voltas         |

## Outras aparições
| Ano  | Título                       | Outro(s) artista(s)                                      | Álbum                               |
| ---- | ---------------------------- | -------------------------------------------------------- | ----------------------------------- |
| 2003 | "Precisando de Amor"         | —                                                        | Chill: Brazil 2                     |
| 2004 | "Vestido Vermelho"           | —                                                        | Chill: Brazil 3                     |
| 2006 | "Muito Perigoso"             | —                                                        | Cobras & Lagartos                   |
| 2006 | "Que Deus Deu"               | —                                                        | Caribe 2006: Súbele EL Volumen      |
| 2008 | "Magnético"                  | —                                                        | Beginner's Guide To Brazilian Music |
| 2008 | "De Toda Maneira"            | —                                                        | Beginner's Guide To Brazilian Music |
| 2009 | "Coisinha do Pai"            | Jorge Aragão                                             | Samba Social Clube 4                |
| 2011 | "Caso Sério / Mania de Você" | Eduardo Dussek                                           | Dussek É Show                       |
| 2011 | "Politicamente Incorreta"    | Eduardo Dussek                                           | Dussek É Show                       |
| 2011 | "Andar Com Fé" / "Vida"      | Gilberto Gil                                             | Gil + 10 - Gilberto Gil Convida     |
| 2012 | "Aperitivo"                  | Magary Lord                                              | Inventando Moda                     |
| 2012 | "Medida do Amor"             | Psirico                                                  | 10 Anos: Ao Vivo Em Salvador        |
| 2013 | "Amor, Amor"                 | Wanessa                                                  | DNA Tour                            |
| 2013 | "Olê Olê"                    | Sapucapeta                                               | Baile do Sapuca                     |
| 2014 | "Go, Gol"                    | Rodrigo Alexey                                           | One Love, One Rhythm                |
| 2014 | "Nêga Samurai"               | Banda Uó                                                 | Turnê Motel - ao Vivo no Cine Joia  |
| 2015 | "Refazenda"                  | Margareth Menezes, Gilberto Gil, Bem Gil e Moreno Veloso | Para Gil & Caetano                  |
| 2015 | "Panis Et Circensis"         | Margareth Menezes, Bem Gil e Moreno Veloso               | Para Gil & Caetano                  |
| 2016 | "Mila"                       | —                                                        | Muito Axé, Vol. 1                   |